# Lördag

Ord för lördag i olika länder i Europa. Blå färg innebär att dagens namn syftar på "baddag".

Lördag är en veckodag som i Norden fått sitt namn efter den fornsvenska traditionen att bada; löga sig (från urgermanskans laugō – 'vatten, vattenfall') på denna dag, lögardagen. Att bada på lördagskvällen var även vanligt i andra länder i början av 1900-talet, men avtog i mitten av 1900-talet när det blev standard att badkar fylldes med vatten från en kran och likaså duschhandtag i duschen. Lördag kommer efter fredag och före söndag. Lördagen är sedan 1973 veckans sjätte dag.

## Lördagen i Sverige
Lördagar är generellt sett ledig dag i skolor och de flesta arbetsplatser i Sverige och i de flesta andra länder. Detta infördes mestadels på 1960-talet i Sverige. Innan dess var lördagen vanligen (förkortad) arbetsdag, undantaget helgdagsafton. Butiker har fortsatt att ha öppet på lördagar och på senare år[när?] är det stora flertalet butiker öppna även på söndagar.
- Under 1950-talet blev lördagsgodis ett begrepp i Sverige, i syfte att begränsa barns intag av godis till just lördagar.
- 1982 beslutade regeringen att Systembolaget skulle hålla stängt på lördagar. Först år 2000 blev det lördagsöppet igen.

## Lördagen i andra länder

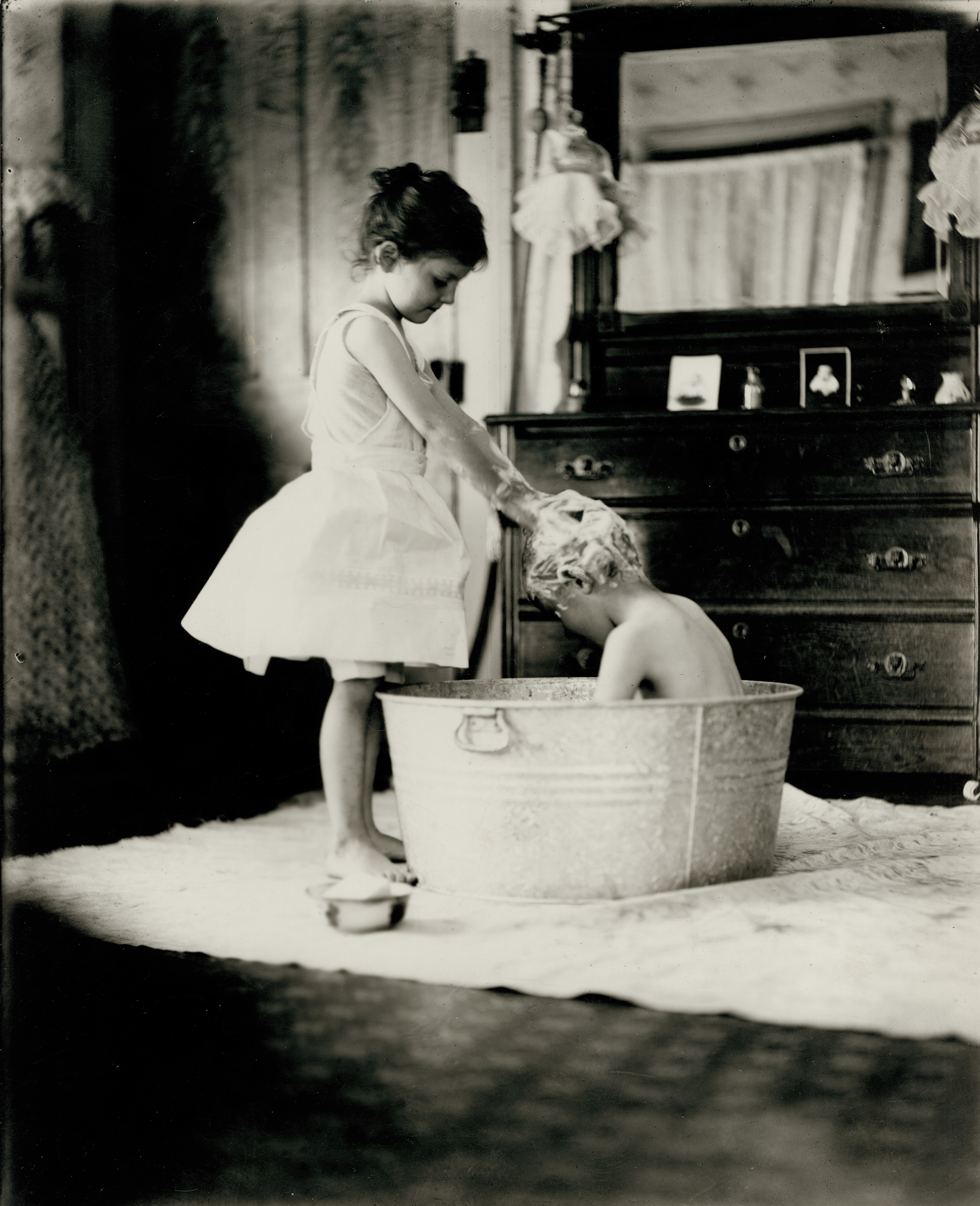
Lördagsbad i USA 1909.

Namnet lördag med mindre avvikelser används på alla nordiska språk. På engelska heter lördag Saturday, vilket kommer från det latinska dies Saturni, vilket betyder Saturnus dag, vilket kommer från den romerska guden Saturnus. I flera språk har lördagen namngivits efter sabbaten, till exempel franskans samedi. Kyrkan beslutade under den tidiga medeltiden att byta namn på lördagen (och fler veckodagar) på latin från det hedniska dies Saturni till Sabbatum, vilket kommer från det hebreiska ordet Shabbat (שַׁבָּת).
I många muslimska länder är fredag och lördag arbetsfria dagar, medan söndag är arbetsdag.